# يحيى عطية الله
يحيى عطية الله (مواليد 2 مارس 1995 بمدينة أسفي) لاعب كُرة قدم مغربي مُحترف، يلعب كظهير أيسر في صفوف النادي الأهلي المصري ومنتخب المغرب لكرة القدم.

## مسيرته الكروية
في عام 2005، انضم إلى نادي نجم آسفي وقضى خمس سنوات قبل أن يلتحق بنادي أولمبيك آسفي في سنة 2012، ووقع على أول عقد احترافي مع فريقه مدته خمس سنوات.
بعد انتهاء عقده في 2019 أنتقل إلى نادي فولوس اليوناني.
في يناير 2020 فسخ عقده مع فولوس وعاد إلى المغرب ليتم انتدابه من طرف نادي الوداد الرياضي.

## مسيرته الدولية
في 10 نوفمبر 2022 ، تم اختياره في تشكيلة المغرب المكونة من 26 لاعبا لكأس العالم 2022 في قطر.
في 10 ديسمبر، في مباراة ربع النهائي ضد البرتغال، صنع يحيى الهدف الوحيد لزميله يوسف النصيري، ليضع بذلك المغرب في نصف النهائي، وهي المرة الأولى التي تصل فيها دولة إفريقية وعربية إلى تلك المرحلة في كأس العالم.

## الإنجازات
الوداد الرياضي
- البطولة الوطنية المغربية : 2020-21، 2021-22
- دوري أبطال أفريقيا : 2022

 الأهلي
- كأس السوبر المصري : 2024
- كأس نصف العالم 2024

فردية
- تشكيلة الموسم في البطولة الوطنية المغربية: 2021–22
- لاعب الموسم في نادي الوداد الرياضي: 2021–22

## وصلات خارجية
- يحيى عطية الله على موقع قاعدة بيانات كرة القدم.إي يو (الإنجليزية)
- يحيى عطية الله على موقع ناشيونال فوتبول تيمز (الإنجليزية)
- يحيى عطية الله على موقع Soccerway.com (الإنجليزية)
- يحيى عطية الله على موقع عالم كرة القدم.نت (الإنجليزية)